# Талди (Шетський район)
Талди́ (каз. Талды) — село у складі Шетського району Карагандинської області Казахстану. Адміністративний центр Талдинського сільського округу.
Населення — 634 особи (2021; 864 у 2009, 1095 у 1999, 1271 у 1989).
Національний склад станом на 1989 рік:
- казахи — 100 %.